# Muitos Capões
Muitos Capões is een gemeente in de Braziliaanse deelstaat Rio Grande do Sul. De gemeente telt 3.104 inwoners (schatting 2009).